# Višnjeva (Sjenica)
Višnjeva (em cirílico: Вишњева) é uma vila da Sérvia localizada no município de Sjenica, pertencente ao distrito de Zlatibor. A sua população era de 32 habitantes segundo o censo de 2011.

## Demografia
| 1948 | 1953 | 1961 | 1971 | 1981 | 1991 | 2002 | 2011 |
| ---- | ---- | ---- | ---- | ---- | ---- | ---- | ---- |
| 150  | 167  | 157  | 118  | 115  | 79   | 56   | 32   |